# Routier
Routier är en kommun i departementet Aude i regionen Occitanien  i södra Frankrike. Kommunen ligger  i kantonen Alaigne som ligger i arrondissementet Limoux. År 2022 hade Routier 234 invånare.

## Befolkningsutveckling
Antalet invånare i kommunen Routier
Referens: INSEE